# Fokker XB-8
Fokker XB-8 là một loại máy bay ném bom được chế tạo cho Quân đoàn Không quân Lục quân Hoa Kỳ trong thập niên 1920.

## Quốc gia sử dụng
United States
- Quân đoàn Không quân Lục quân Hoa Kỳ

## Tính năng kỹ chiến thuật (XB-8)
Dữ liệu lấy từ Fokker's Twilight
Đặc điểm tổng quát
- Kíp lái: 4
- Chiều dài: 47 ft 4 in (14,42 m)
- Sải cánh: 64 ft 4 in (19,60 m)
- Chiều cao: 11 ft 6 in (3,50 m)
- Diện tích cánh: 619 ft² (57,5 m²)
- Trọng lượng rỗng: 6.861 lb (3.112 kg)
- Trọng lượng có tải: 10.650 lb (4.824 kg)
- Động cơ: 2 × Curtiss V-1570-23, 600 hp (450 kW)  mỗi chiếc

 Hiệu suất bay 
- Vận tốc cực đại: 160 mph (140 kn, 260 km/h)